# Tivadar Török
Tivadar Török (31 luglio 1904 – 16 ottobre 1973) è stato un calciatore ungherese, di ruolo difensore.

## Carriera

### Nazionale
Ha collezionato 3 presenze con la maglia della Nazionale.